# Fire
Fire je četvrti studijski album hrvatskog gothic metal-sastava Ashes You Leave. Album je 28. listopada 2002. godine objavila diskografska kuća Morbid Records.

## Popis pjesama
| 1.    | »Free«                     | 7:29 |
| 2.    | »In Vein«                  | 4:56 |
| 3.    | »Fire«                     | 5:07 |
| 4.    | »Hurt«                     | 5:02 |
| 5.    | »Ready to Cry«             | 6:26 |
| 6.    | »Don't Forget the Planets« | 4:27 |
| 7.    | »Crimson Shade«            | 4:43 |
| 8.    | »Manservant«               | 4:39 |
| 42:49 |                            |      |

## Zasluge
Ashes You Leave
- Domagoj Galin – bas-gitara
- Marina Zrilić – vokali
- Berislav Poje – vokali, solo gitara
- Neven Mendrila – ritam gitara
- Damir Cenčić – klavijature
- Marta Batinić – violina
- Gordan Cenčić – bubnjevi

Ostalo osoblje
- Danijel Drakulich – produkcija, snimanje
- Emilija Duparova – naslovnica, dizajn, fotografija